# Два Фёдора
«Два Фёдора» — советский художественный фильм 1958 года.
Фильм Марлена Хуциева посмотрели 20,4 миллионов зрителей, что составляет 908-й результат за всю историю советского кинопроката.

## Сюжет
После окончания Великой Отечественной войны вернувшийся на родину Фёдор-большой встречает мальчишку-беспризорника Фёдора-малого. Они решают жить вместе. И всё-то у них было замечательно, пока Фёдор-большой не женился. С женитьбой Фёдора-большого их дружная жизнь разлаживается, хотя жена Наташа всячески старается снискать любовь мальчика. Доведённый ревностью до отчаяния, Фёдор-малый убегает из дому. Но после долгих волнений и поисков его находят, и он примиряется со взрослыми.

## В ролях
- Василий Шукшин — Фёдор-большой
- Коля Чурсин — Фёдор-малый
- Тамара Сёмина — Наташа
- Юра Елин — Сеня Хрипатый
- Мария Шаманская — соседка
- Иван Полетаев — Иван Никанорыч
- Александр Каменко-Александровский — киоскёр
- Николай Лопатников — эпизод
- К. Забашта — эпизод
- Николай Ключнев — парень на танцах

## Съёмочная группа
- Режиссёр: Марлен Хуциев
- Автор сценария: Валерий Савченко
- Оператор: Пётр Тодоровский
- Художник-постановщик: О. Гроссе
- Композитор: Юлий Мейтус
- Монтаж: Э. Майская
- Звукорежиссёр: В. Курганский
- Текст песни: Алексей Фатьянов

## Производство
Хуциев впоследствии вспоминал: «Ох, и досталось мне от местных властей! „Два Федора“ снимались на Одесской киностудии. Украинские партийцы усмотрели в фильме страшный пессимизм и возмутились: „Война уже закончилась, а вы вновь заставляете зрителей переживать“…».